# Grand-Vabre

Grand-Vabre este o comună în departamentul Aveyron din sudul Franței. În 1 ianuarie 2018 avea o populație de 381 de locuitori.